# ماي شين (ممثلة)
ماي شين (بالبورمية: မေရှင်)‏ هي مغنية وممثلة ميانمارية، ولدت في 10 مارس 1917 في ماندالاي في ميانمار، وتوفيت بنفس المكان في 3 سبتمبر 2008 بسبب استسقاء.

## وصلات خارجية
- ماي شين (ممثلة) على موقع IMDb (الإنجليزية)